# Валикова змія коралова
Валикова змія коралова (Anilius scytale) — єдиний представник єдиного роду неотруйних змій Валикова змія родини Валикові змії. Має 2 підвиди.

## Опис
Загальна довжина сягає 70—80, іноді 90 см. Голова маленька та овальна, очі маленькі з круглими зіницями, прикриті напівпрозорим щитком. Голова не відділена від тулуба шийним перехопленням. Рот невеликий, нездатний до значного розтягування, кістки черепа міцно зрощені між собою, єдина розтяжна зв'язка є між двома половинками нижньої щелепи. На обох щелепах, піднебінних і крилоподібних кістках є дрібні, загнуті назад зуби. Присутні також зуби на міжщелепній кістці. Збереглися рудименти тазового поясу й задніх кінцівок, які мають вигляд маленьких кігтиків з боків анального отвору. Тулуб нагадує невеликий ролик або валик (звідси й походить назва усієї родини) з дуже коротким та тупим хвостом, які вкрито дрібною округлою лускою, яка трохи збільшена на черевній стороні.
Забарвлення складається з широких яскраво-червоних і вузьчих чорних поперечних кілець, які розташовані почергово.

## Спосіб життя
Полюбляє вологі ліси. Активна вночі. Гарно риє нори. Значну частину життя проводить під землею. Ховається під камінням, корінням, у тріщинах. Харчується сліпунами, ящірками, земноводними.
Це яйцеживородна змія. Самиця народжує 6—15 дитинчат.

## Розповсюдження
Країни поширення: амазонська частина Бразилії, Венесуела, Колумбія, Болівія, Еквадор, Французька Гвіана, Перу. 

## Підвиди
- Anilius scytale phelpsorum
- Anilius scytale scytale